# Pargas (fostă comună)
Pargas (în finlandeză Parainen) este o fostă comună și oraș din Finlanda. La 1 ianuarie 2009, Pargas a fost consolidată cu Houtskär, Iniö, Korpo și Nagu pentru a forma noul oraș și Väståboland.